# 佩雷尔
佩雷尔（法語：Péreyres，法語發音：[peʁɛʁ]）是法国阿尔代什省的一个市镇，属于拉让蒂耶尔区。

## 地理
佩雷尔（44°46'37"N, 4°15'14"E）面积12.63 平方千米，位于法国奥弗涅-罗讷-阿尔卑斯大区阿尔代什省，该省份为法国东南部内陆省份，北起顺时针与卢瓦尔省、伊泽尔省、德龙省、沃克吕兹省、加尔省、洛泽尔省和上盧瓦爾省接壤。
与佩雷尔接壤的市镇（或旧市镇、城区）包括：比尔泽、贝索尔盖河畔拉巴斯蒂德、拉尚拉斐尔、萨涅和古杜莱。

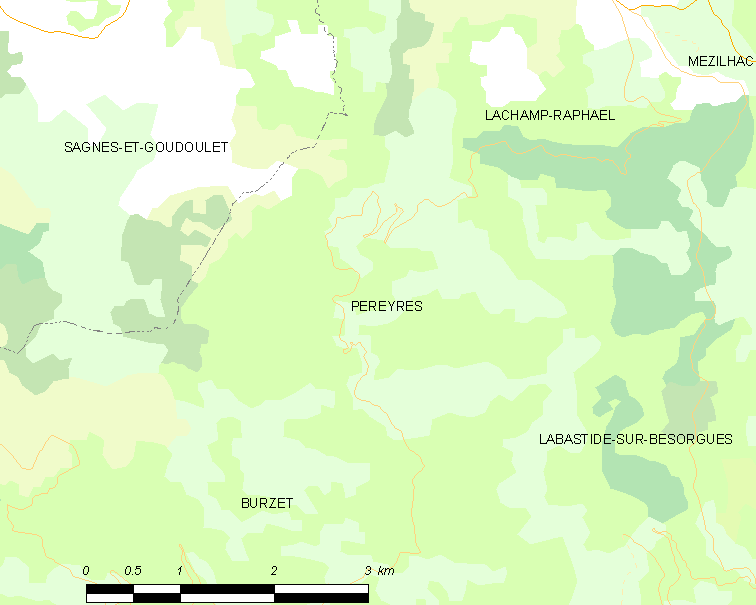
佩雷尔的OSM定位图

佩雷尔的时区为UTC+01:00、UTC+02:00（夏令时）。

## 行政
佩雷尔的邮政编码为07450，INSEE市镇编码为07173。

## 政治
佩雷尔所属的省级选区为上阿尔代什县。

## 人口

1962-2008年间佩雷尔人口变化图示

佩雷尔于2022年1月1日时的人口数量为49人。